# Bernard Pierre Wolff
Bernard Pierre Wolff (Connerré, 26 novembre 1930 – New York, 28 gennaio 1985) è stato un fotografo francese.
Le sue fotografie sono state pubblicate su diverse pubblicazioni, fra cui New York Times, Herald Tribune, Modern Photography, Zoom, Photo, Photo Magazine.
Autore di diversi libri di fotografie, è ricordato per le immagini riprese al Cimitero monumentale di Staglieno, a Genova, utilizzate dal gruppo musicale new wave inglese Joy Division per l'album del 1980 Closer e per il singolo Love Will Tear Us Apart.

## Biografia
Fotografo specializzato in immagini in bianco e nero, Wolff si è occupato anche di cinematografia e progettazione grafica. Già assistente di Henri Langlois presso la Cinémathèque Française, ha lasciato Parigi nel 1958 per trasferirsi a New York City. Nella Grande Mela si è specializzato nella fotografia paesaggistica, fermando su immagine scene di strada riprese con la sua Leica, e nella 
ritrattistica.
È stato viaggiatore in Africa, Egitto, Sudamerica e India ed ha lavorato per l'ONU e l'UNICEF. Ha tenuto mostre a New York e Parigi, compiendo poi ulteriori viaggi in Portogallo, spagna, Francia e Italia. Nel 1978 - anno in cui ha iniziato a occuparsi di fotografia in ambito cimiteriale (per la ripresa di monumenti funebri di noti scultori), ha pubblicato la sua prima raccolta in libro, intitolata Friends and Friends of Friends.
Nel 1980 ha fatto ritorno in India per una serie di immagini da pubblicare nel suo secondo libro, In India, dato alle stampe nel 1982. Il terzo volume - New York Macadam - ha visto la luce l'anno successivo.
Ammalatosi di AIDS, ha fatto ritorno nel 1985 a New York per completare un libro di fotografie a colori.
A Parigi, una mostra-tributo è stata organizzata in suo ricordo un anno dopo la morte all'Espace Photographique mentre la Maison Européenne de la Photographie gli ha intitolato il proprio auditorium.